# Il prefetto di ferro
Il prefetto di ferro è un film del 1977, diretto da Pasquale Squitieri, tratto dall'omonimo saggio storico di Arrigo Petacco.

## Trama
Nel 1925 il prefetto Cesare Mori arriva a Palermo con poteri speciali per combattere la mafia inviato da Mussolini. Mori non è un fascista, avendo combattuto contro il ras Arpinati nei primi anni venti. Con l'aiuto del funzionario di polizia Francesco Spanò, Mori ottiene delle confidenze prima ancora di raggiungere il capoluogo siciliano; poi, quando una intera famiglia viene sterminata per spaventarlo, reagisce affrontando personalmente e uccidendo il boss Antonio Capecelatro.
Conosce in seguito una popolana che gli apre gli occhi sulla reale situazione siciliana, e sulla tendenza di chiamare "piemontese" chiunque venga da loro considerato un invasore. Raccolti numerosi indizi, ma impossibilitato ad agire legalmente per la mancanza di prove o di testimonianze, il prefetto decide di spaventare i mafiosi e nello stesso tempo di ridare al popolo un po' di fiducia nello Stato. Combatte allora con metodi spietati il brigantaggio che allora agiva, quasi sempre, come il braccio violento della mafia.
Convinto ad andare fino in fondo, organizza l'assedio della cittadina di Gangi, ricorrendo infine alla chiusura delle condotte dell'acqua e al rastrellamento casa per casa del paese. La vittoria sui briganti, catturati in massa, culmina con l'arresto e il suicidio di don Calogero Albanese, latitante da più di 40 anni.
Il successo della repressione del brigantaggio lo convince ad alzare il tiro contro i "gentiluomini" cioè la mafia vera e propria. L'irruzione nello studio notarile di Concetto Tarvisio gli mette in mano documenti che porterebbero all'arresto di numerosi notabili. Convinto di essere sulla pista giusta il prefetto continua imperterrito nella sua opera, spaventando i mafiosi che tentano di ucciderlo; tuttavia Mori riesce a salvarsi.
Attraverso il testamento lasciato da un vecchio residente nell'ospizio dei poveri, viene a conoscenza della collusione con la mafia dell’avvocato Galli, in ottimi rapporti col ministro dell'interno, nonché gerarca capo dei fascisti siciliani, il quale tiene un discorso pubblico rivolto alle forze fasciste della Sicilia, gioendo e festeggiando la liberazione della Sicilia dalla mafia.
Mori riceve la nomina regia a senatore. Il suo posto viene preso proprio dall'avvocato Galli, e parte di quei "gentiluomini" precedentemente arrestati sono ora ufficiali fascisti al suo fianco.
Il film si conclude con Mori che sale sul treno in partenza per Roma, ma quando il suo collega Spanò, alla stazione per salutarlo, gli chiede come sta, Mori risponde "Mi sento come un chirurgo che ha operato a metà.".

## Produzione
Il film venne girato tra Roma, Artena, Tolfa 
e Colli a Volturno.

## Colonna sonora
La colonna sonora, La ballata del Prefetto Mori, è composta da Ennio Morricone e cantata da Rosa Balistreri.

## Riconoscimenti
- 1978 – David di Donatello
  - Miglior film